# Jöns Lagepose
Jöns Lagepose, även kallad Lage Posse till Nordkärr, är nämnd levande i svenska källor 1434–1473. Jöns var riksråd och riddare. Han var son till Niels Jensen Loupose och Kristina Tykesdotter (Välingeätten) och inflyttade cirka 1430 från Danmark till Sverige. Jöns tillfångatogs av holsteinare under Erik av Pommerns krig mot dessa. Han dubbades till riddare 1442 eller 1443 och blev riksråd senast 1466. Han tillhörde Karl Knutssons (Bonde) motståndare vid kungavalet 1448, men deltog ändå i dennes försök att erövra Gotland 1448–49. Jöns Lagepose omnämns sista gången levande 1473. 

## Familjeförhållanden
Jöns gifte sig i mitten på 1440-talet med Märta Knutsdotter, dotter till riksrådet Knut Jönsson (Tre Rosor).
Barn
1. Knut Jönsson Posse död 1500.
2. Nils Jönsson Posse
3. Märta Posse gift med Mikael Karlsson (ekeblad)

## Egendomar
Jöns Lageposes svärfar Knut Jönsson var en stor jordägare. Knut bodde under första halvan av 1400-talet på Tun, i Tuns socken, utanför Skaraborg i Västergötland. Den här gården kom att bli Jöns Lageposes sätesgård efter att Märta ärvt gården efter sin far. Märta ärvde även Kungslena gods i Västergötland, efter sin mormor Gesa Nilsdotter. Jöns Lagepose blev genom alla dessa släktskap en mycket betydande jordägare i framför allt Västergötland men också i Värmland. Dessutom förlänades han med Ekholms kungsgård och fögderi, Kållands härad och fyra socknar i Dalsland.

## Viktigare händelser
- 1442 eller 1443, dubbas till riddare, troligen vid kung Kristofers kröning till unionskung i Oslo 1442.
- 1453 Hövitsman på Ekholms kungsgård i Västergötland.
- 1457 Förlänas Kållands härad och fyra socknar i Dalsland.
- 1457 Deltar på kung Eriks sida i kriget mot Holstein 1457.
- 1466 Riksråd senast detta år.
- 1466 Medverkar till riksföreståndaren Jöns Bengtsson (Oxenstierna)s avsättning.
- 1471 Står på det nationella partiets sida vid kung Kristians anfall.